# 碳酸银
碳酸银（化学式：Ag2CO3）是米黄色或黄绿色粉末，难溶于冷水而微溶于沸水，长期光照下容易变为暗紫色或暗灰白色。加热后会分解产生氧化银和二氧化碳，用于制取其它银化合物。

## 制备
将碳酸钠同硝酸银反应，可以得到碳酸银。
{\displaystyle {\ce {CO3^2- + 2 Ag+ -> Ag2CO3}}}

## 性质
具有多数碳酸盐的通性，可以与酸反应形成银盐，二氧化碳和水：
{\displaystyle {\ce {Ag2CO3 + 2H+ -> 2 Ag+ + H2O +CO2}}}
与过量浓氨水反应，形成碳酸二氨合银溶液：
{\displaystyle {\ce {Ag2CO3 + 4 NH3*H2O-> CO3^2- + 2[Ag(NH3)2]+ + 4 H2O}}}